# Grünanlage Lindenallee 1-5

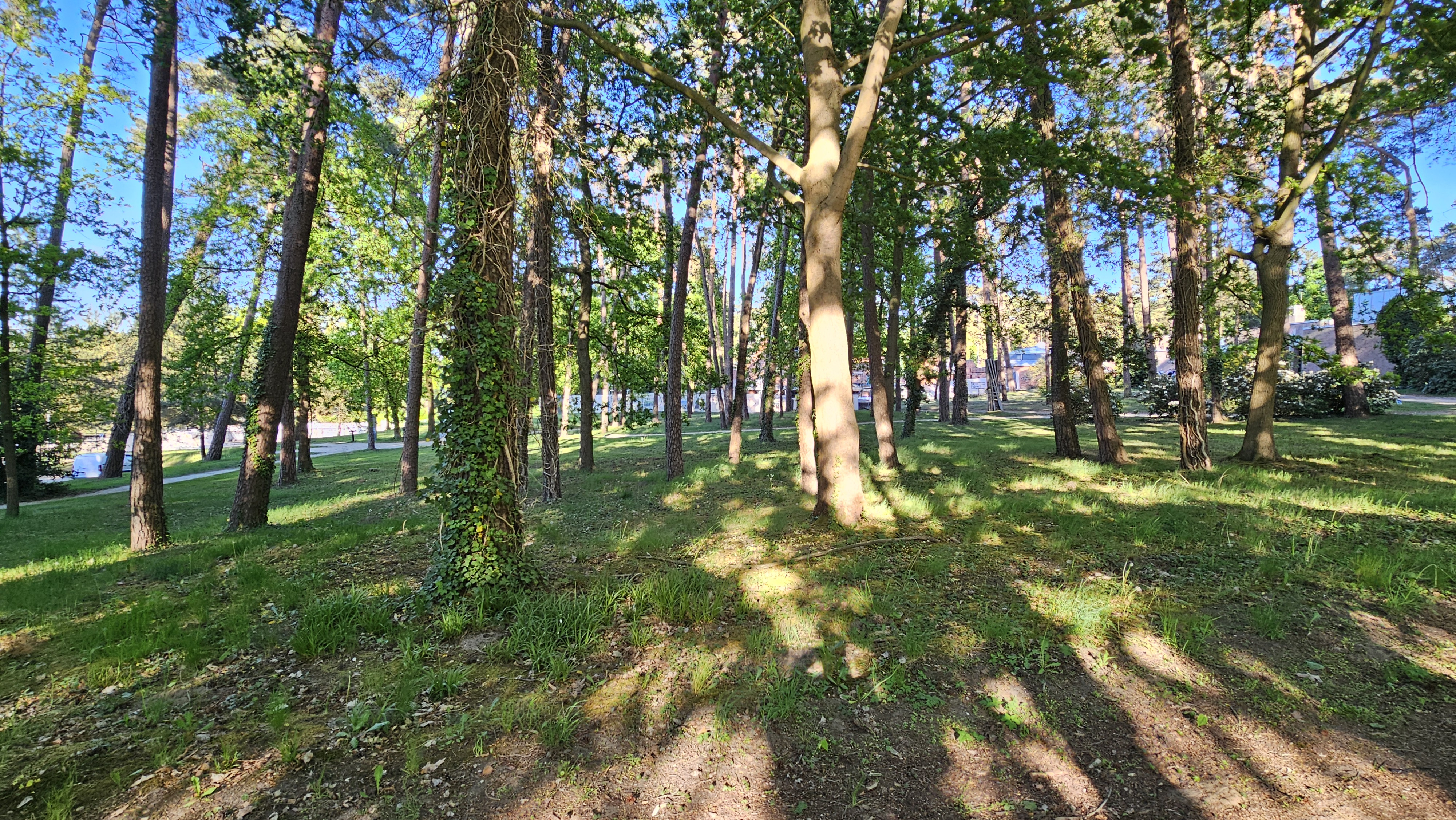
Grünanlage Lindenallee 1-5, Worpswede (2025)

Die Grünanlage Lindenallee 1-5 in Worpswede ist die von Bernhard Hoetger angeregte und später umgesetzte Gestaltung der Flächen um das Kaffee Worpswede, das Logierhaus, die Große Kunstschau und das Ludwig-Roselius-Museum.
Die Fläche ist gestaltet mit Kiefern, die ähnlich einem Hain angepflanzt wurden und einer terrassenartigen Gestaltung um die Gebäude. Durch den Bau des Logierhauses und des Roselius-Museums wurde die Anlage mehrfach umgestaltet.

## Gestaltung
Mehrere Skulpturen befinden sich in der Grünanlage. Da zu gehört der „Bonze des Humors“ und „Der Zorn“ sowie „Die Wut“ von Bernhard Hoetger (u. a. 1914), der Bacchus-Brunnen oder „Erwartung“ von Jimmi D. Paesler als Hommage an das Gemälde von Richard Oelze.

## Denkmalschutz
Die Grünanlage gehört zu der Gruppe baulicher Anlagen „Bernhard-Hoetger-Ensemble Worpswede“  und ist wegen seiner geschichtlichen und städtebaulichen Bedeutung denkmalgeschützt.